# Sitaris solieri
Sitaris solieri is een keversoort uit de familie van oliekevers (Meloidae). De wetenschappelijke naam van de soort is voor het eerst geldig gepubliceerd in 1839 door Pecchioli.